# Chançay
Chançay est une commune française située dans le département d'Indre-et-Loire, en région Centre-Val de Loire.

## Géographie

### Localisation
La commune se situe à 18 km au nord-est de Tours (Indre-et-Loire) et 43 km à l'ouest du Blois (Loir-et-Cher).

### Hydrographie

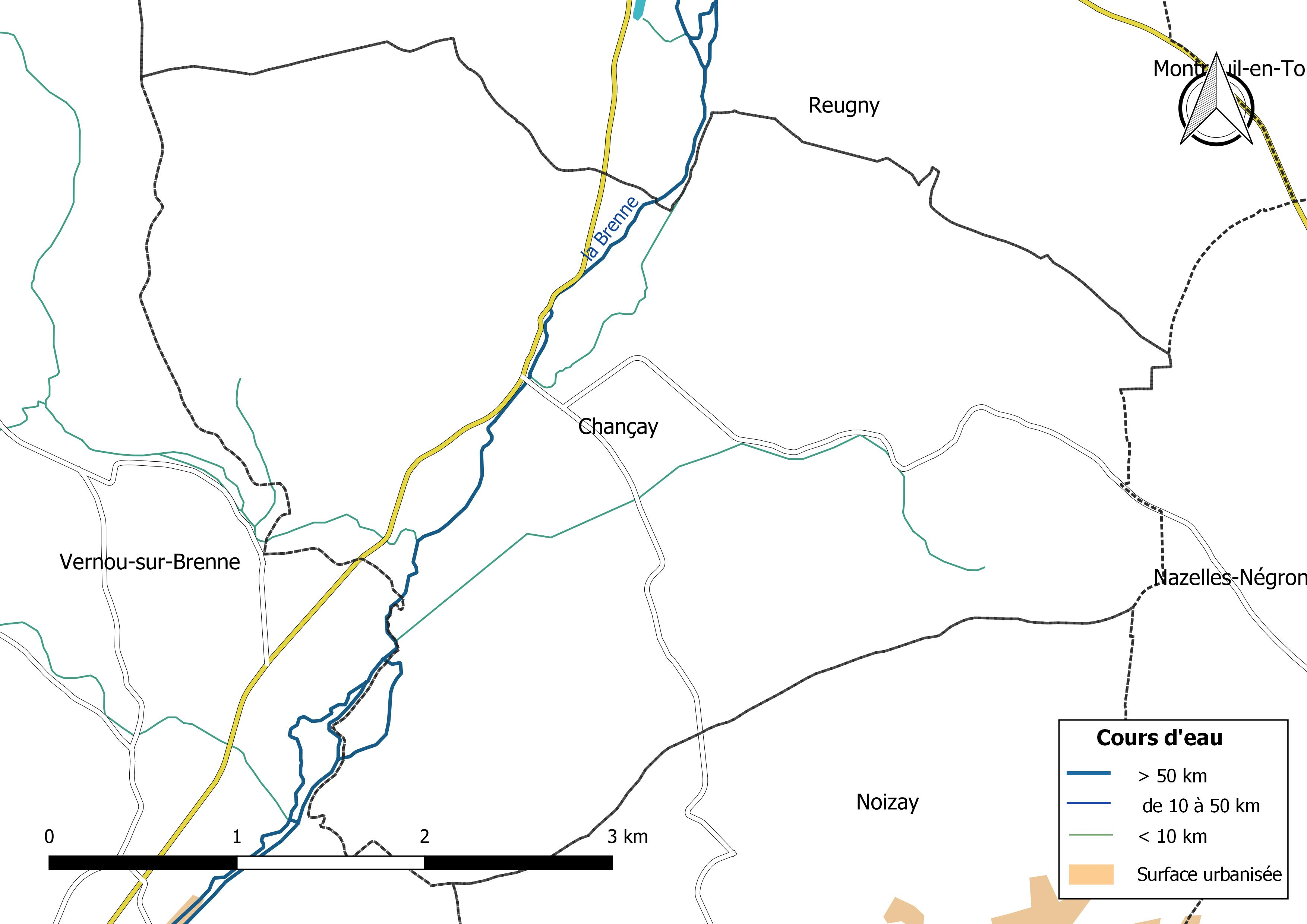
Réseau hydrographique de Chançay.

Le réseau hydrographique communal, d'une longueur totale de 10,63 km, comprend un cours d'eau notable, la Brenne (2,79 km), et quatre petits cours d'eau pour certains temporaires,.
La Brenne, d'une longueur totale de 54,2 km, prend sa source à 127 mètres d'altitude près du lieu-dit Le Moulin à Vent sur la commune de Pray et se jette dans la Cisse à Vernou-sur-Brenne, à 50 mètres d'altitude, à l'est de Vouvray, après avoir traversé d'ouest en est 15 communes. La station hydrométrique de Villedômer [Bas Villaumay Amont] permet de caractériser les paramètres hydrométriques de la Brenne. Le débit mensuel moyen (calculé sur 51 ans pour cette station) varie de 0,39 m3/s au mois d'août à 2,83 m3/s au mois de février. Le débit instantané maximal observé sur cette station est de 72,6 m3/s le 14 mars 2001, la hauteur maximale relevée a été de 2,08 m ce même jour,. Sur le plan piscicole, la Brenne est classée en première catégorie piscicole. Le groupe biologique dominant est constitué essentiellement de salmonidés (truite, omble chevalier, ombre commun, huchon).

### Voies de communication
La commune de Chançay est reliée par RD 46, RD 78 et RD 79.

### Climat
Pour des articles plus généraux, voir Climat du Centre-Val de Loire et Climat d'Indre-et-Loire.
En 2010, le climat de la commune est de type climat océanique dégradé des plaines du Centre et du Nord, selon une étude du CNRS s'appuyant sur une série de données couvrant la période 1971-2000. En 2020, Météo-France publie une typologie des climats de la France métropolitaine dans laquelle la commune est exposée à un climat océanique altéré et est dans la région climatique Moyenne vallée de la Loire, caractérisée par une bonne insolation (1 850 h/an) et un été peu pluvieux.
Pour la période 1971-2000, la température annuelle moyenne est de 11 °C, avec une amplitude thermique annuelle de 14,7 °C. Le cumul annuel moyen de précipitations est de 708 mm, avec 11,2 jours de précipitations en janvier et 6,8 jours en juillet. Pour la période 1991-2020, la température moyenne annuelle observée sur la station météorologique de Météo-France la plus proche, « Amboise - Lycée », sur la commune d'Amboise à 10 km à vol d'oiseau, est de 12,2 °C et le cumul annuel moyen de précipitations est de 711,0 mm,. Pour l'avenir, les paramètres climatiques de la commune estimés pour 2050 selon différents scénarios d'émission de gaz à effet de serre sont consultables sur un site dédié publié par Météo-France en novembre 2022.

## Urbanisme

### Typologie
Au 1er janvier 2024, Chançay est catégorisée commune rurale à habitat dispersé, selon la nouvelle grille communale de densité à sept niveaux définie par l'Insee en 2022.
Elle est située hors unité urbaine. Par ailleurs la commune fait partie de l'aire d'attraction de Tours, dont elle est une commune de la couronne,. Cette aire, qui regroupe 162 communes, est catégorisée dans les aires de 200 000 à moins de 700 000 habitants,.

### Occupation des sols
L'occupation des sols de la commune, telle qu'elle ressort de la base de données européenne d’occupation biophysique des sols Corine Land Cover (CLC), est marquée par l'importance des territoires agricoles (70,7 % en 2018), une proportion sensiblement équivalente à celle de 1990 (70,5 %). La répartition détaillée en 2018 est la suivante : 
forêts (29,3 %), cultures permanentes (28,7 %), terres arables (20,8 %), zones agricoles hétérogènes (13,6 %), prairies (7,5 %). L'évolution de l’occupation des sols de la commune et de ses infrastructures peut être observée sur les différentes représentations cartographiques du territoire : la carte de Cassini (XVIIIe siècle), la carte d'état-major (1820-1866) et les cartes ou photos aériennes de l'IGN pour la période actuelle (1950 à aujourd'hui).

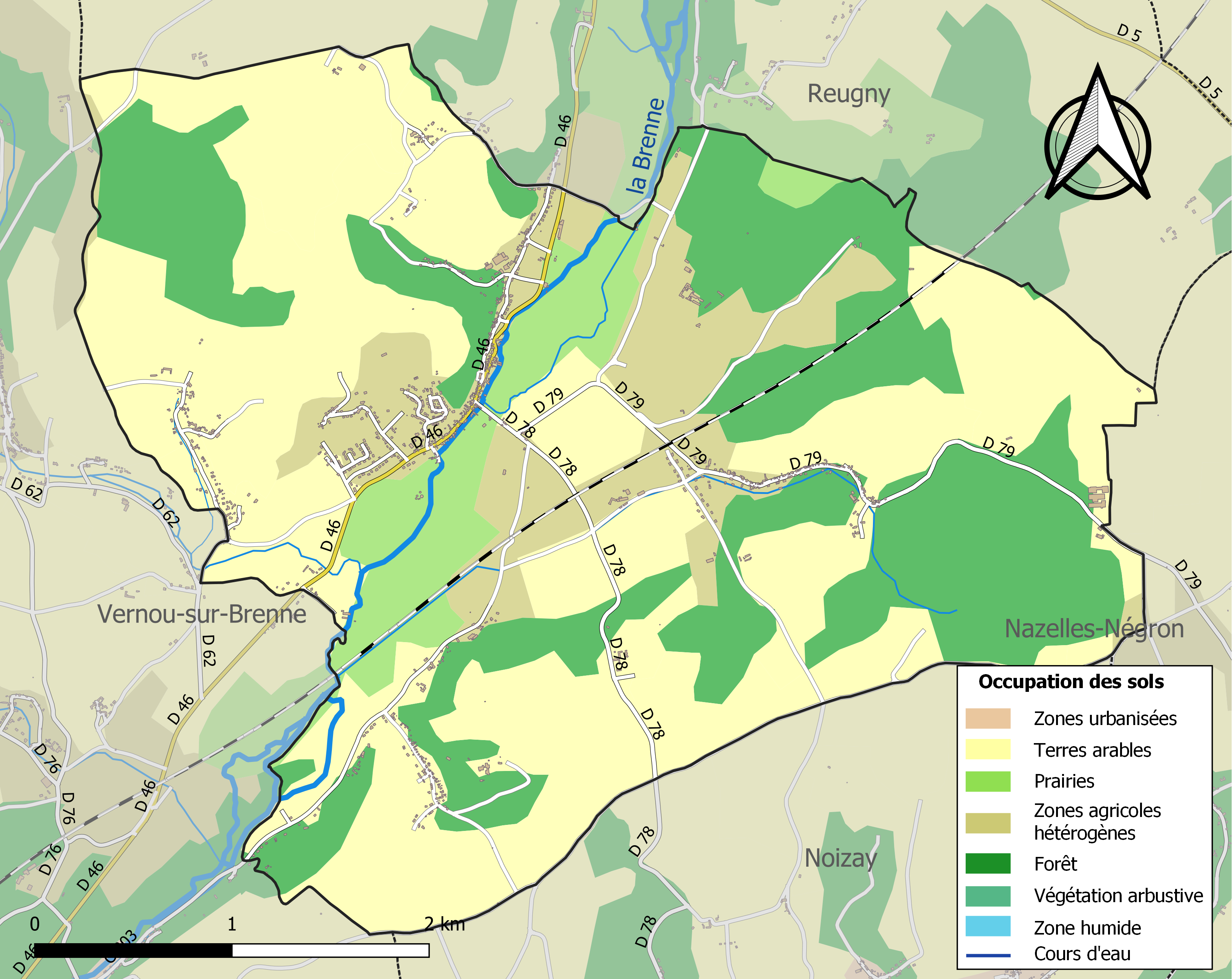
Carte des infrastructures et de l'occupation des sols de la commune en 2018 (CLC).

### Risques majeurs
Le territoire de la commune de Chançay est vulnérable à différents aléas naturels : météorologiques (tempête, orage, neige, grand froid, canicule ou sécheresse), mouvements de terrains et séisme (sismicité très faible). Un site publié par le BRGM permet d'évaluer simplement et rapidement les risques d'un bien localisé soit par son adresse soit par le numéro de sa parcelle.

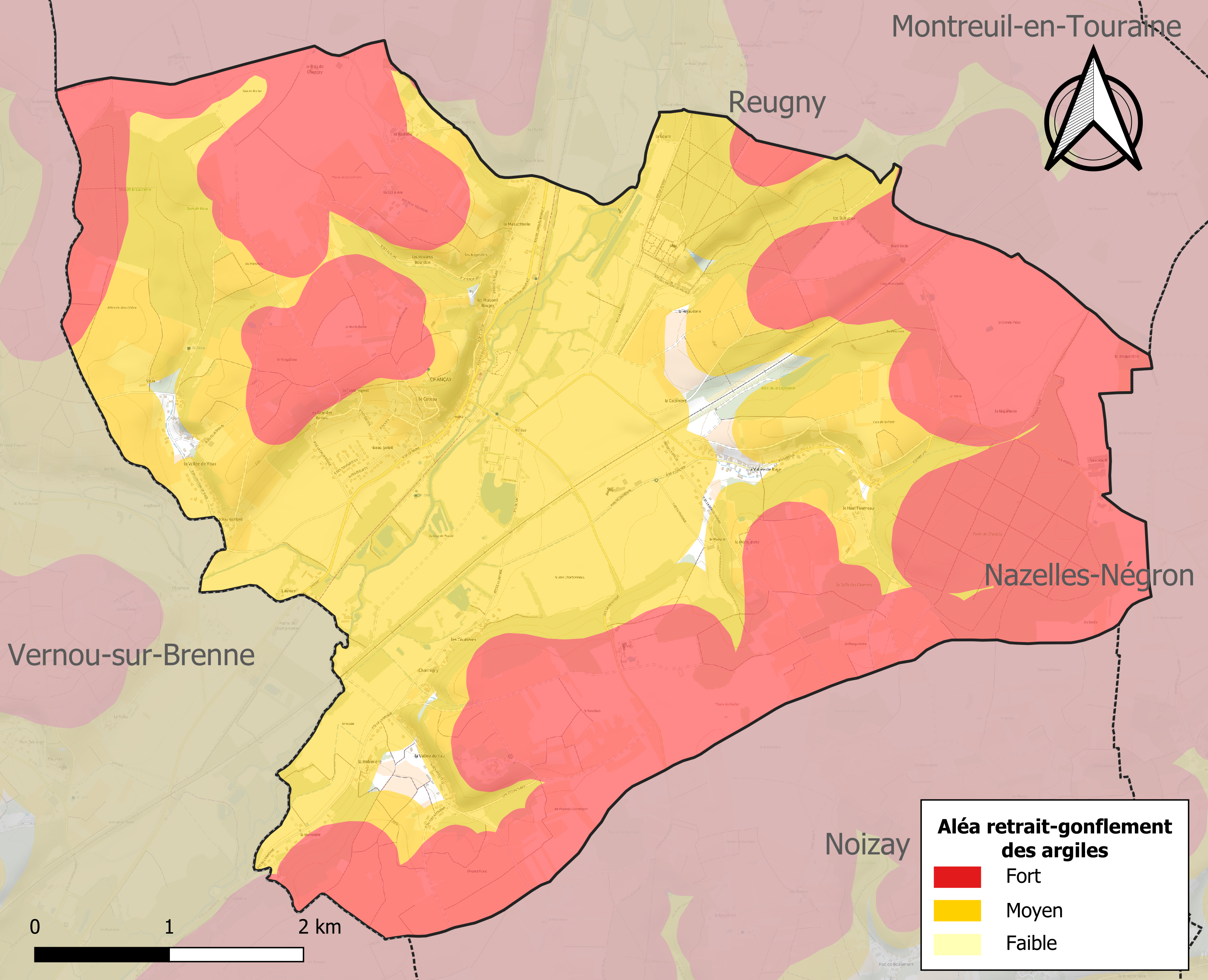
Carte des zones d'aléa retrait-gonflement des sols argileux de Chançay.

La commune est vulnérable au risque de mouvements de terrains constitué principalement du retrait-gonflement des sols argileux. Cet aléa est susceptible d'engendrer des dommages importants aux bâtiments en cas d’alternance de périodes de sécheresse et de pluie. 97,6 % de la superficie communale est en aléa moyen ou fort (90,2 % au niveau départemental et 48,5 % au niveau national). Sur les 553 bâtiments dénombrés sur la commune en 2019, 518 sont en aléa moyen ou fort, soit 94 %, à comparer aux 91 % au niveau départemental et 54 % au niveau national. Une cartographie de l'exposition du territoire national au retrait gonflement des sols argileux est disponible sur le site du BRGM,.
Concernant les mouvements de terrains, la commune a été reconnue en état de catastrophe naturelle au titre des dommages causés par des mouvements de terrain en 1999, 2000 et 2001 et par des glissements de terrain en 1999.

## Histoire
Chançay a été le lieu, en septembre 1937, d'un congrès Bourbaki, réunissant plusieurs mathématiciens dont Jean Delsarte et Henri Cartan. Ce dernier y émit pour la première fois l'idée de la notion de filtres en mathématiques.

## Politique et administration
| Période                                  | Période   | Identité       | Étiquette | Qualité                        |
| ---------------------------------------- | --------- | -------------- | --------- | ------------------------------ |
| ?                                        | mars 2001 | René Bodet     | RPR       | Conseiller général (1982-2001) |
| mars 2001                                | mars 2008 | Alain Robert   |           |                                |
| mars 2008                                | En cours  | François Lalot | DVD       | Médecin                        |
| Les données manquantes sont à compléter. |           |                |           |                                |

## Population et société

### Démographie
L'évolution du nombre d'habitants est connue à travers les recensements de la population effectués dans la commune depuis 1793. Pour les communes de moins de 10 000 habitants, une enquête de recensement portant sur toute la population est réalisée tous les cinq ans, les populations de référence des années intermédiaires étant quant à elles estimées par interpolation ou extrapolation. Pour la commune, le premier recensement exhaustif entrant dans le cadre du nouveau dispositif a été réalisé en 2006.

En 2022, la commune comptait 1 123 habitants, en évolution de −1,06 % par rapport à 2016 (Indre-et-Loire : +1,67 %, France hors Mayotte : +2,11 %).
| 1793 | 1800 | 1806 | 1821 | 1831 | 1836 | 1841 | 1846 | 1851 |
| ---- | ---- | ---- | ---- | ---- | ---- | ---- | ---- | ---- |
| 662  | 679  | 735  | 734  | 819  | 802  | 782  | 749  | 739  |

| 1856 | 1861 | 1866 | 1872 | 1876 | 1881 | 1886 | 1891 | 1896 |
| ---- | ---- | ---- | ---- | ---- | ---- | ---- | ---- | ---- |
| 777  | 777  | 777  | 802  | 780  | 812  | 839  | 753  | 755  |

| 1901 | 1906 | 1911 | 1921 | 1926 | 1931 | 1936 | 1946 | 1954 |
| ---- | ---- | ---- | ---- | ---- | ---- | ---- | ---- | ---- |
| 731  | 744  | 745  | 725  | 747  | 640  | 630  | 613  | 636  |

| 1962 | 1968 | 1975 | 1982 | 1990 | 1999 | 2006  | 2011  | 2016  |
| ---- | ---- | ---- | ---- | ---- | ---- | ----- | ----- | ----- |
| 615  | 579  | 603  | 814  | 894  | 947  | 1 000 | 1 116 | 1 135 |

| 2021  | 2022  | - | - | - | - | - | - | - |
| ----- | ----- | - | - | - | - | - | - | - |
| 1 127 | 1 123 | - | - | - | - | - | - | - |

### Enseignement
Chançay se situe dans l'Académie d'Orléans-Tours (Zone B) et dans la circonscription de Saint-Pierre des Corps.
L'école primaire Pierre Halet accueille les élèves de la commune.

## Culture locale et patrimoine

### Lieux et monuments

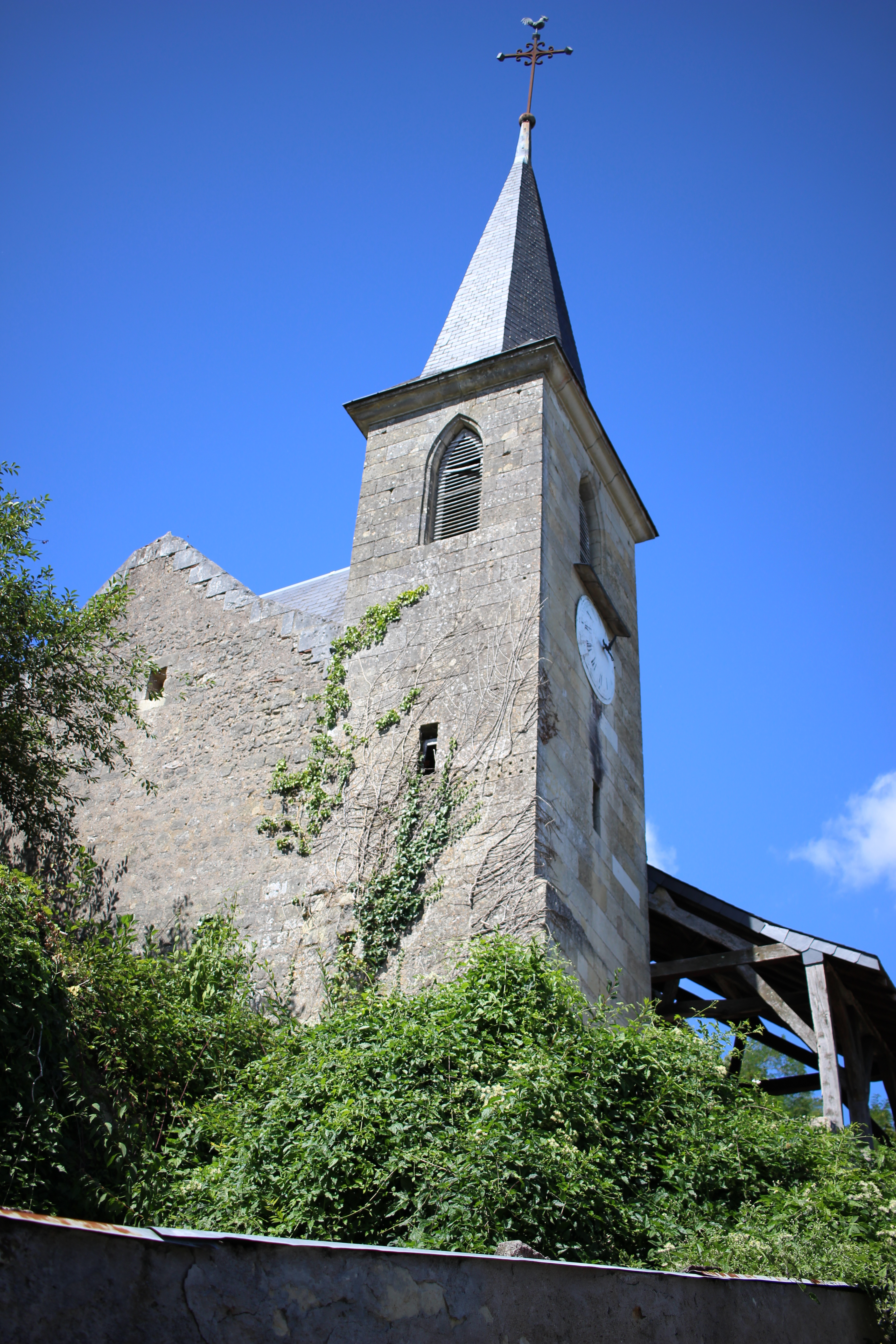
L'Église Saint-Pierre de Chançay.

- Église Saint-Pierre.
- Château de Valmer.
- Manoir de Montfort.
- Manoir de Vaumorin

### Personnalités liées à la commune
- Pierre Halet (27 octobre 1924 - 27 janvier 1996), écrivain, poète et auteur dramatique.
- Madeleine de Sinéty (1934-2011), photographe.

### Héraldique
| Blason de Chançay | Les armes de Chançay se blasonnent ainsi : D'or à la fasce ondée d'azur, à la grappe de raisin d'argent, tigée et feuillée de sinople, brochant sur le tout. |